# Regniessart
Regniessart (ou Regnièssart) est un hameau du village de Nismes en région wallonne qui se trouve à l’extrémité occidentale du Parc naturel Viroin-Hermeton. Avec Nismes, il fait aujourd’hui administrativement partie de la commune de Viroinval et de la province de Namur en Belgique).   
Très isolé dans la grande forêt ardennaise, le hameau est composé de quelques habitations, avec leur chapelle, avec le long d’une seule rue suivant le tracé d’un petit affluent du Viroin. Sa situation idéale de clairière au cœur de la forêt lui a donné sa vocation de ‘village de vacances vertes’.

## Étymologie
Regniessart est un 'sart', c'est-à-dire un « défrichement (entre la Forêt de Nismes et la Franche Forêt) appartenant à Regnier ».